# Тасиро (остров)
Тасиро (田代島) — небольшой остров в Исиномаки, префектура Мияги, Япония. Расположен в Тихом океане в 2.5 километрах к западу от полуострова Осика и в 2.9 километрах к северо-западу от острова Аджи. Остров обитаем, хотя население довольно небольшое (около 80 человек по состоянию на 2015 год по сравнению с примерно 1000 человек в 1950-х годах). Он стал известен как «Кошачий остров» из-за большого количества бездомных котов, популяция которых процветает благодаря местному поверью о том, что кормление кошек принесет богатство и удачу.

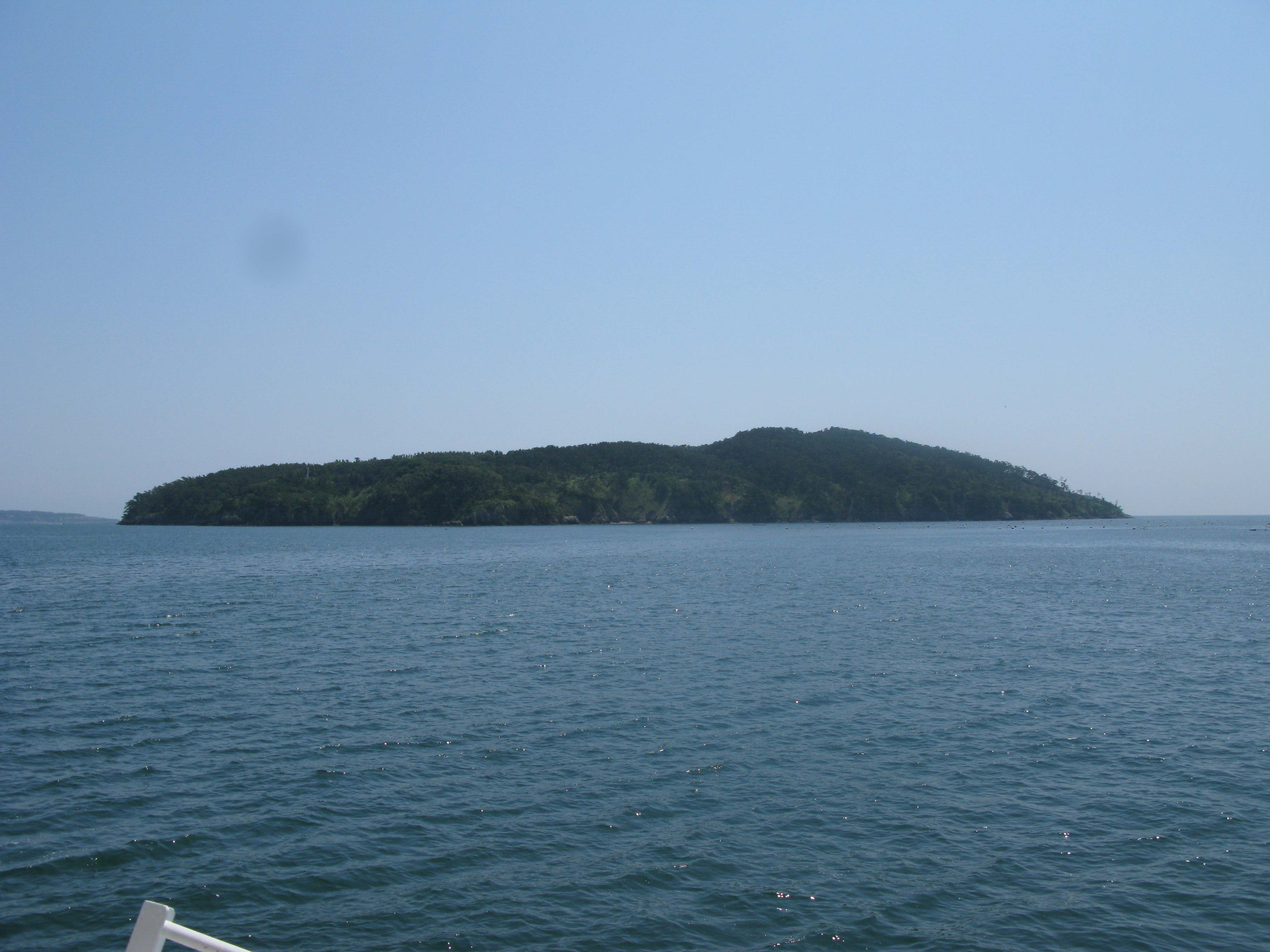
Вид на Тасиро с западной стороны

На острове расположены два посёлка: Одомари и Нитода. Остров Адзи ранее являлся частью города Осика. В апреле 2005 года Осика был объединён с Исиномаки. Теперь оба острова являются частью Исиномаки, каждый из которых имеет свой рыболовный порт. Снегопадов на острове практически не бывает из-за влияния на климат тёплого течения Куросио.
В центре острова есть небольшое святилище, посвящённое божеству кошек, покровителю удачного улова. С древних времен на острове Тасиро почитали кошек в связи с тем, что они истребляли крыс, которые сильно мешали местному шёлковому производству. В настоящее время численность одичавших кошек на острове значительно превышает численность местного населения (70—100 чел.), которое неуклонно сокращается, из-за того, что всё молодое население покинуло Тасиро. Средний возраст жителей острова составляет 71 год.
Благодаря прессе и интернет-блогам общественность узнала об уникальном месте, после чего остров стали посещать туристы и любители кошек со всей Японии. Привлекая внимание к Тасиро таким образом, местные жители надеются спасти остров от запустения.
Остров также известен как Остров Манга, так как мангака Сётаро Исиномори планировал переехать на остров незадолго до своей смерти. На острове есть домики на тему манги, напоминающие кошек.
По сообщению lovemeow.com, большинство людей и кошек, находящихся на острове, выжили после цунами, обрушившегося на Японию в марте 2011 года.

## История
В поздний период Эдо в Японии большая часть острова выращивала шелковичных червей для производства тканей. Жители держали кошек, чтобы отгонять мышей от своих драгоценных шелковичных червей.  В 1602 году все домашние кошки в Японии были освобождены указом, чтобы противостоять безудержной популяции грызунов, которые угрожали производству тутового шелкопряда. Выпуск домашних кошек Тасиро — вот что создало процветающую дикую популяцию острова.
Начальная школа Тасиро была закрыта в 1989 году и превращена в образовательный центр, но и тот закрылся в 2008 году. Туристический объект Manga Island был построен в 2000 году. В 2007 году был проведен забег на 6 км (4 мили) и 10 км (6 миль) под названием Hyokkori Hyōtan Tashirojima Marathon .
В 2011 году на остров обрушилось цунами Тохоку, которое разрушило гавань и вызвало оседание земли, в результате чего деревни стали более уязвимыми как для наводнений во время приливов, так и для сильных прибрежных ветров. Местная популяция кошек бежала вглубь страны, спасаясь от цунами, и лишь часть впоследствии вернулась в деревни. Цунами также вызвало вспышку парвы в регионе, и по меньшей мере 80 кошек на Тасиро были отловлены и вакцинированы за считанные дни, чтобы предотвратить болезнь. Из-за потери гавани, которая использовалась в основном паромным сообщением и небольшой рыбной промышленностью Тасиро, многие рыбаки и их семьи уехали.
К 2015 году государственные служащие восстановили большую часть гавани, чтобы поднять береговую линию и остановить наводнения, но рыбная промышленность острова по-прежнему сокращалась. Однако туризм был стабильным, и по крайней мере два постоянных посетителя острова поселились там.

## Кошачье население
К 2015 году человеческая популяция насчитывала около 80 человек, а общая популяция кошек превысила эту цифру на несколько сотен, причем в одной из деревень постоянно проживало не менее 150 кошек. Каждые два месяца на остров приезжал ветеринар, чтобы осмотреть деревенских кошек. В то время как популяция кошек в основном состоит из помесей и кошек смешанной породы, на острове часто встречается одна отдельная порода — японский бобтейл.
В японской культуре считается, что кошки приносят удачу , и говорят, что они приносят деньги и удачу всем, кто встречается им на пути.  Некоторые даже утверждают, что именно кошки спасли большую часть острова от разрушения во время землетрясения и цунами в Тохоку в 2011 году.

## Кошачий храм
Есть небольшой кошачий храм, известный как Неко-дзиндзя (猫神社), в середине острова, примерно между двумя деревнями. В прошлом островитяне разводили тутовых шелкопрядов для получения шелка, а кошек держали, чтобы снизить популяцию мышей (потому что мыши являются естественным хищником тутовых шелкопрядов). После периода Эдо на острове широко практиковалась ловля рыбы с фиксированной сетью, и рыбаки из других районов приезжали и оставались на острове на ночь. Кошки ходили в таверны, где останавливались рыбаки, и просили объедки. Со временем рыбаки полюбили кошек и стали внимательно наблюдать за ними, интерпретируя их действия как предсказания погоды и поведения рыбы. Однажды, когда рыбаки собирали камни для завязывания сетей, один камень упал и убил одну из кошек. Рыбаки, жалея пропажу кота, похоронили его и основали там храм.
В префектуре Мияги есть как минимум десять кошачьих святилищ. Есть также 51 каменный памятник в форме кошек, что является необычно большим количеством по сравнению с другими префектурами. В частности, эти святыни и памятники сосредоточены в южной части острова, пересекаясь с районами, где разводили шелковичных червей.

## Упоминания в СМИ
В 2004 году пара переехала на остров из Сендая и открыла гостиницу для путешественников под названием Hamaya. В 2006 году они завели блог об острове и его обитателях.  20 мая 2006 года Тереби Асахи снял на острове эпизод Jinsei no Rakuen (人生の楽園) , в котором упоминается большая популяция кошек. В фильме Фудзи Тереби « Ньянко-фильм» (にゃんこTHE MOVIE ) рассказывается история о Вислоухом Джеке (たれ耳ジャック, Tare Mimi Jack ), одной из кошек на острове. Фильм был выделен в серию, последняя из которых Nyanko the Movie 4.был выпущен в июле 2010 года. Каждая установленная версия включала обновление для Джека. В результате на остров приезжает много любителей кошек, и теперь доступны пакетные туры специально для того, чтобы «поискать Джека». Сейчас на острове проводятся фотоконкурсы и выставки кошек.
В 2012 году BBC в Великобритании представила короткометражный телесериал « Домашние животные — Дикие сердцем» , в котором рассказывается о поведении домашних животных, в том числе кошек на острове.
В 2015 году независимый режиссер Лэндон Донохо профинансировал создание документального фильма под названием «Кошачий райский остров». Он следует историям жителей острова, как старых, так и новых, людей и кошек.

## Доступ
- 40 минут на линии Адзисима (паром). Тасиродзима находится примерно в 15 км (9 миль) от центра города Исиномаки.
- Аренда автомобилей
- Аэропорт Нарита 295 км

## См. также

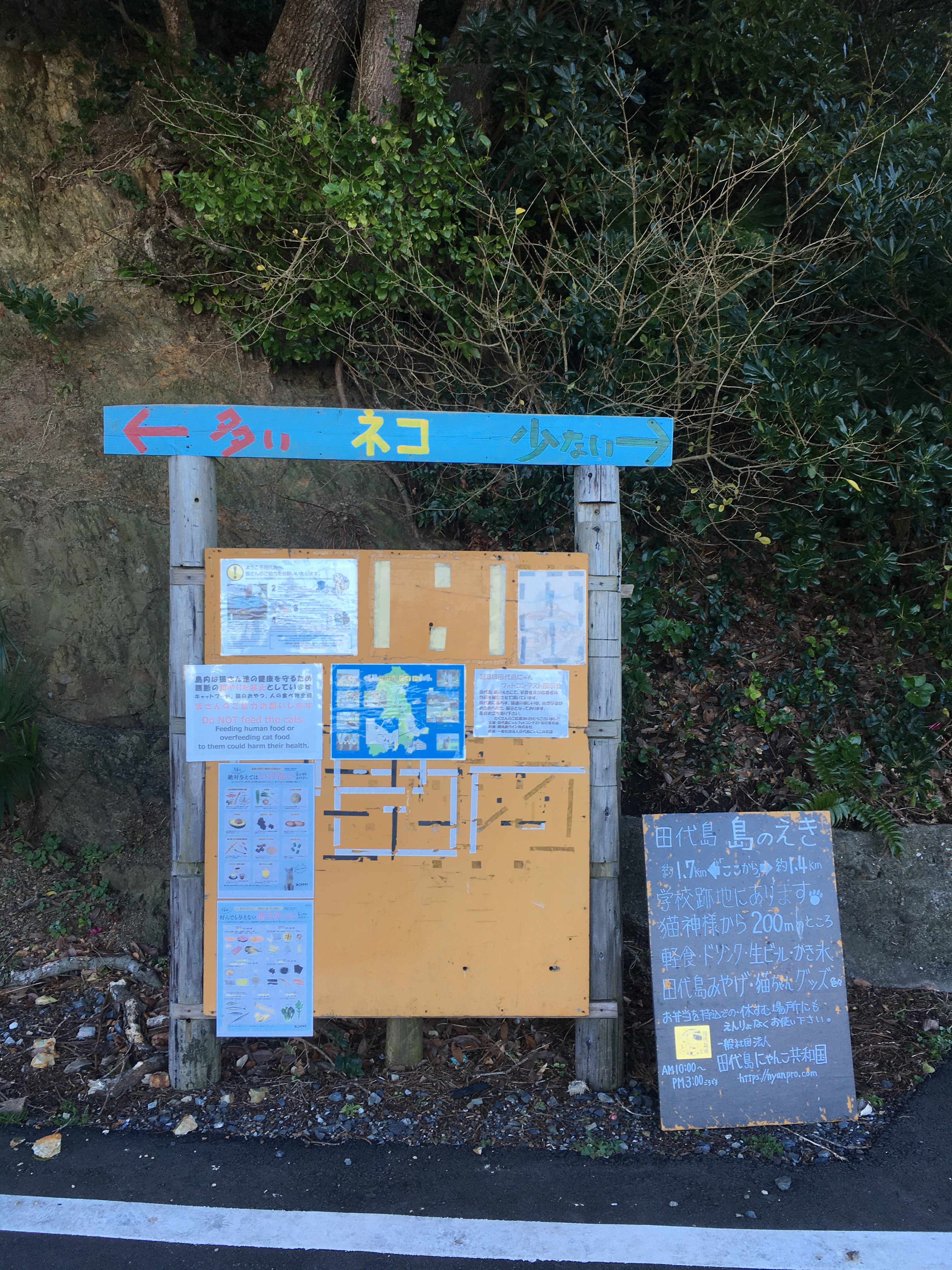
Указатель (налево — много кошек, направо — мало кошек)
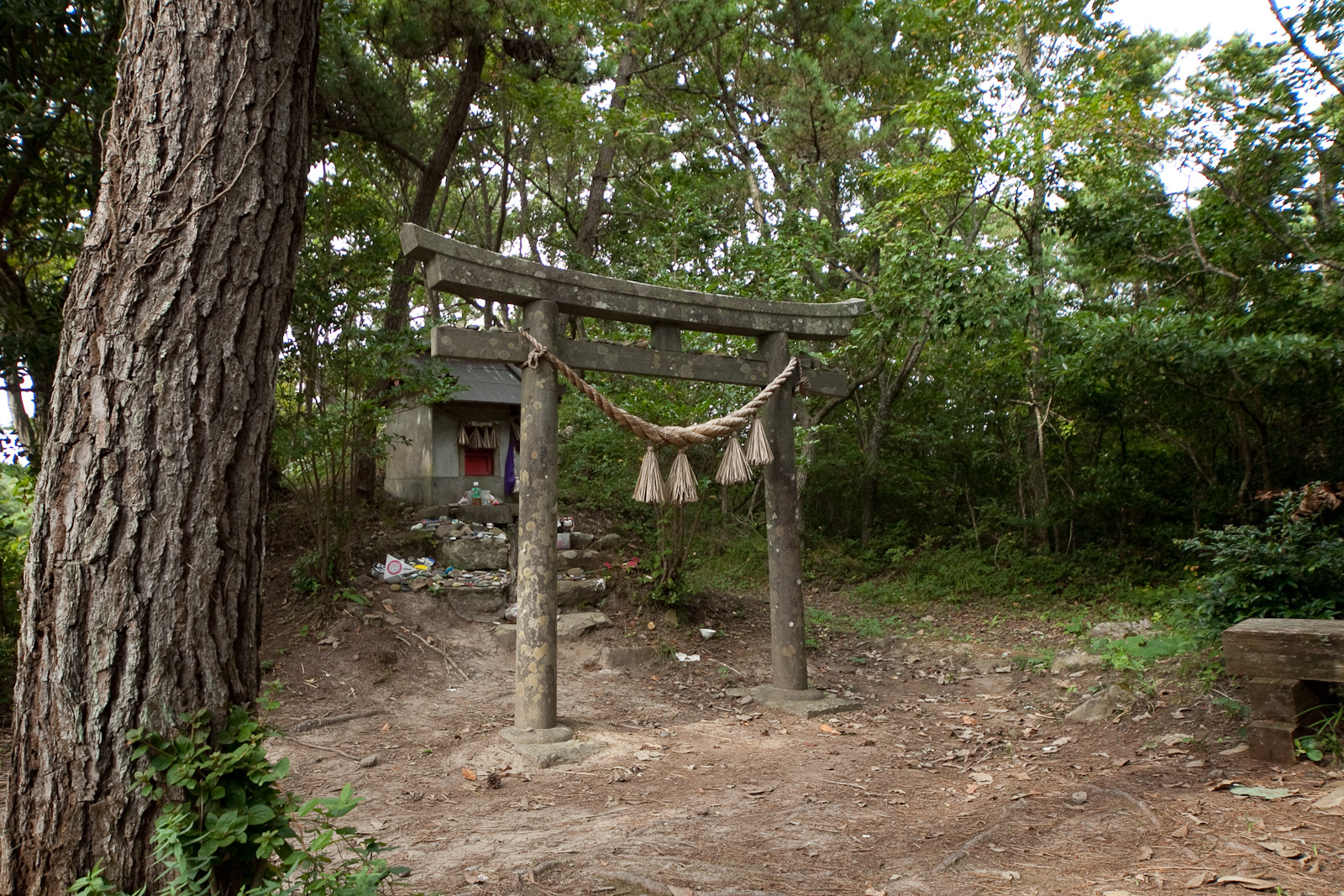
Святилище кошек
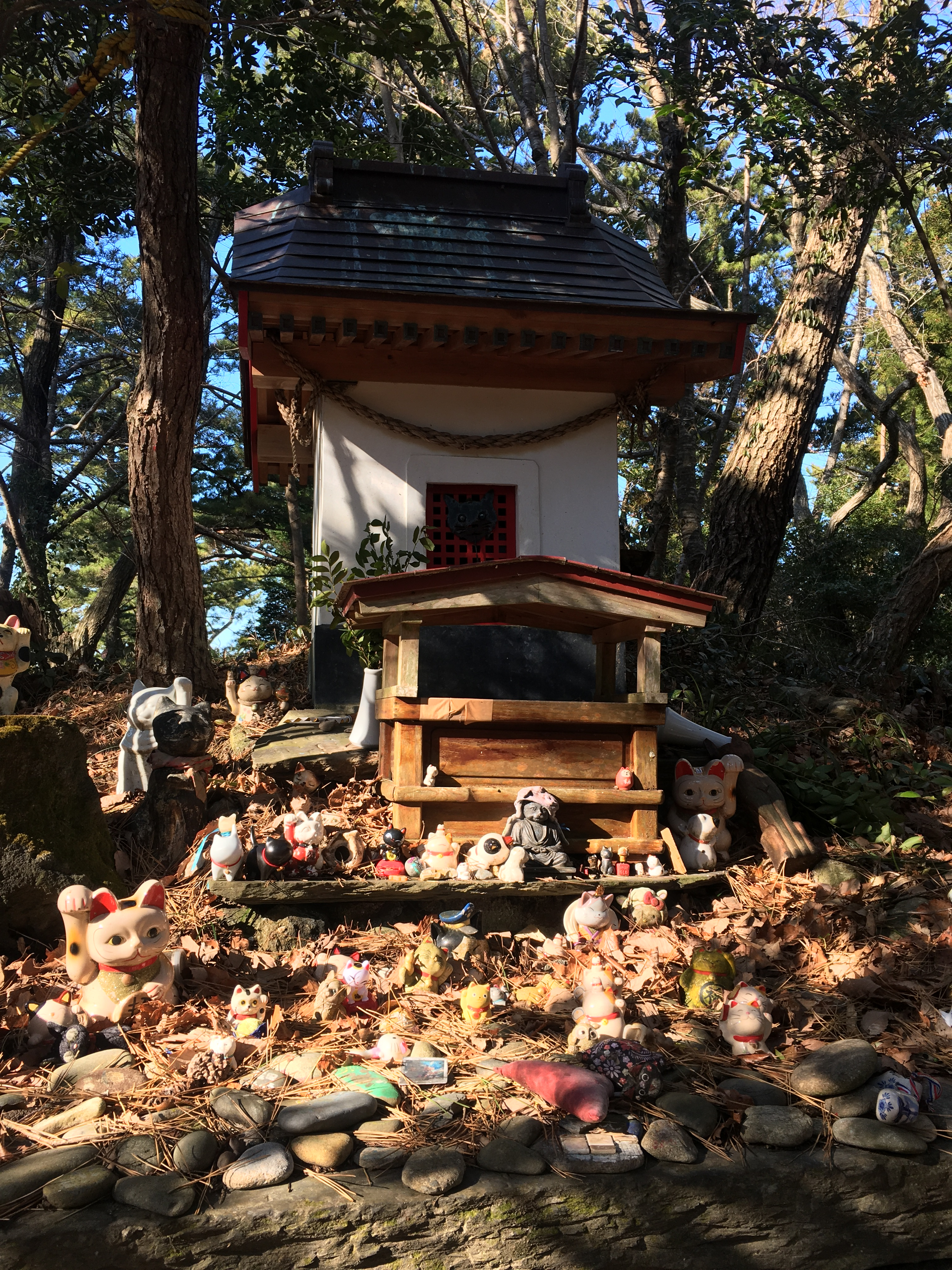
Святилище кошек
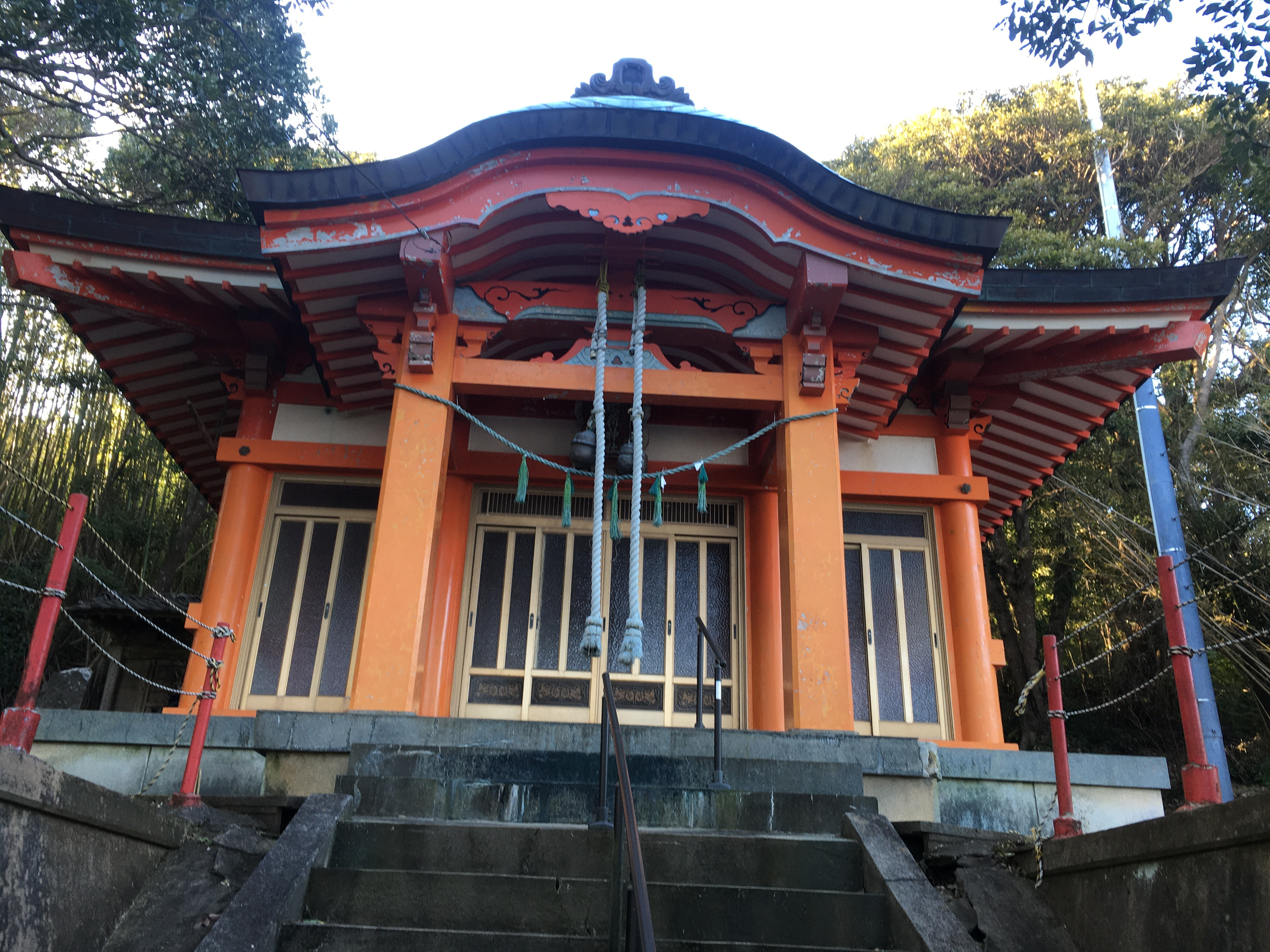
Синтоистский храм